# Jade Gillet
Pour les articles homonymes, voir Gillet.
Jade Jacqueline Gillet, née le 30 janvier 2001, est une plongeuse française.

## Carrière
Jade Gillet  pratique la gymnastique pendant 10 ans puis change de discipline sportive à la suite d'une annonce de la Fédération française de natation qui recherchait des sportives avec des qualités acrobatiques et physiques pour l’objectif Paris 2024. En août 2018, elle intègre l'INSEP avec sa sœur Nais Gillet et devient la première équipe féminine en plongeon synchronisé.
Aux Championnats du monde de natation 2022 à Budapest, Jade Gillet devient vice-championne du monde de plongeon par équipe mixte avec Alexis Jandard. La compétition par équipes de deux avec six plongeons à effectuer, trois à 10 mètres et trois à 3 mètres, chaque membre devant obligatoirement plonger aux deux hauteurs. Jade Gillet  choisit de sauter deux fois à 10 mètres et une fois à 3 mètres en complémentarité avec son partenaire réalisant l’inverse.
Jade Gillet est qualifié pour les Jeux Olympiques d'été de 2024 pour l'épreuve de plongeon synchronisé à 3 mètres féminine avec sa sœur Naïs Gillet et à 10 mètres avec Emily Hallifax.

## Palmarès

### 2022
- Championnat du Monde Team Event à Budapest (Hongrie) : 
  -  Médaille d'argent du plongeon par équipe mixte (avec Alexis Jandard).